# Parema sulcata
Parema sulcata är en stekelart som först beskrevs av Krieger 1906.  Parema sulcata ingår i släktet Parema och familjen brokparasitsteklar. Utöver nominatformen finns också underarten P. s. ferrugata.